# Naturschutz und Schutzflächen im Landkreis Unterallgäu

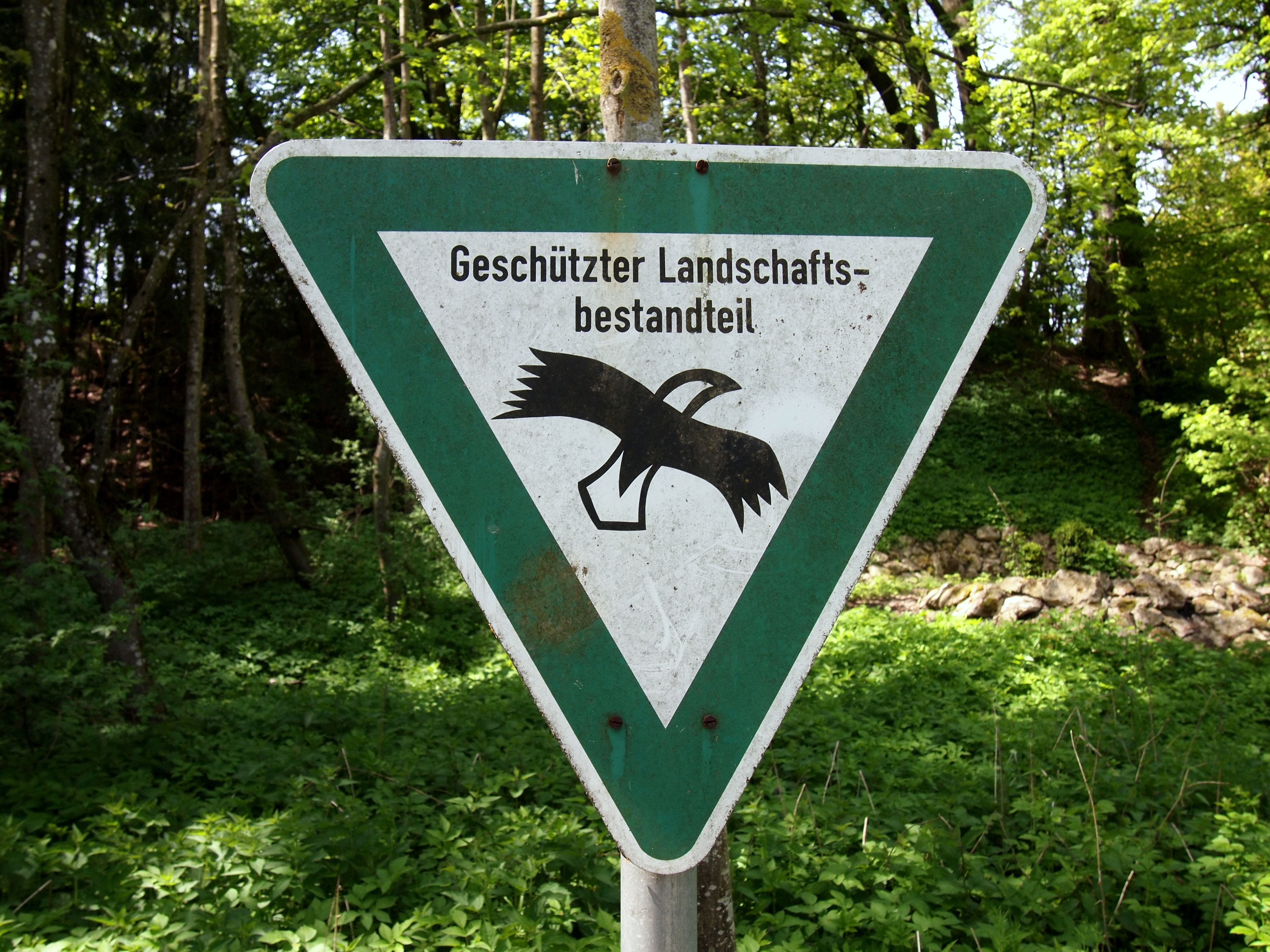
Beschilderung des geschützten Landschaftsbestandteils „Hanggehölzbestand mit Buche und Eiche bei der Grotte“ bei Ettringen

Der nachfolgende Artikel befasst sich mit Naturschutz und Schutzflächen im mittel- und oberschwäbischen Landkreis Unterallgäu.

## Geographie
Der Landkreis liegt zentral im Regierungsbezirk Schwaben in Bayern. Das südliche Kreisgebiet gehört dem ausgesprochenen Grünlandgebiet des voralpinen Hügellandes an, der nördliche Teil zur Iller-Lech-Platte des schwäbisch-bayerischen Hügellandes. Der Landkreis hat mit der Iller im Westen und der Wertach im Osten zwei Grenzflüsse, die ungefähr die Gebietsränder anzeigen.

## Ausgewiesene Schutzflächen

### Naturpark
Der Naturpark Augsburg-Westliche Wälder, der im Süden bis Türkheim reicht und das Gebiet der Stauden umfasst, liegt mit etwa einem Zehntel seiner Fläche im Landkreis.

### Naturschutzgebiete
Zur Erhaltung ökologisch wertvoller Flächen und zum Schutz gefährdeter Tierarten ist der Landkreis seit Jahren bemüht, schutzwürdige Flächen aufzukaufen, sie im naturnahen Zustand zu erhalten und so das ökologische Gleichgewicht in den Teilregionen zu sichern. Das Naturschutzgebiet ist die strengste Form einer Schutzmaßnahme. Im Landkreis Unterallgäu stehen unter Naturschutz:
- Das Benninger Ried (zwischen Benningen und Memmingen) mit einer Fläche von ca. 22 ha. Es wurde 1939 unter Naturschutz gestellt.
- Das Hundsmoor mit einer Fläche von 21 ha.
- Das Pfaffenhauser Moos mit einer Fläche von ca. 51 ha.
- Das Kettershauser Ried mit einer Fläche von über 40 ha.

### Landschaftsschutzgebiete
In den Landschaftsschutzgebieten darf der spezielle Charakter der Landschaft nicht verändert werden. Unter Landschaftsschutz stehen folgende acht Gebiete im Landkreis:
- Beiderseits der Iller (von der Landkreisgrenze Oberallgäu bis Lautrach) 800 ha.
- Untere Iller bei Kardorf (von Lautrach bis zur Stadtgrenze Memmingen) 80 ha.
- Südlich und östlich der Iller (westlich von Volkratshofen bis Buxheim) 170 ha.
- Illerauen nördlich von Buxheim (von Buxheim bis zur Landkreisgrenze Neu-Ulm) 400 ha.
- Mühlbachtal (südlich von Wolfertschwenden) 700 ha.
- Hochfirst (westlich von Erisried) 600 ha.
- Wertachauen (von der Landkreisgrenze Ostallgäu bis zur Landkreisgrenze Augsburg) 800 ha.

### Landschaftsbestandteile
| Gemeinde               | Gemarkung                   | Koord.                           | Bezeichnung                                                   | Größe (ha) | Verordnung vom, veröffentlicht                                                                     | Bild           |
| ---------------------- | --------------------------- | -------------------------------- | ------------------------------------------------------------- | ---------- | -------------------------------------------------------------------------------------------------- | -------------- |
| Apfeltrach             | Köngetried                  |                                  | Kalkquellsumpf bei Katzbrui                                   | 0,75       | 24.02.1987, KABl 1987 S. 215                                                                       |                |
| Bad Wörishofen         | Dorschhausen                |                                  | Dorschhauser Wiesentälchen                                    | 1,075      | 22.02.1993, KABl 1993 S. 60                                                                        |                |
| Bad Wörishofen         | Dorschhausen                | 48° 1′ 7,7″ N, 10° 33′ 29,3″ O   | Riedwiese Kalte Quelle                                        | 0,65       | 28.06.1995, KABl 1995 S. 271                                                                       |                |
| Bad Wörishofen         | Kirchdorf                   |                                  | Pestfriedhof mit Eiche                                        | 0,0375     | 15.05.1986, KABl 1986 S. 270                                                                       |                |
| Benningen              | Benningen                   |                                  | Niedermoor mit Auwaldrest östlich der Riedmühle               | 2,0        | 22.11.1996, KABl 1996 S. 600                                                                       |                |
| Ettringen              | Ettringen                   | 48° 6′ 8,4″ N, 10° 37′ 59,9″ O   | Hanggehölzbestand mit Buche und Eiche bei der Grotte          | 0,0945     | 11.01.1989, KABl 1989 S. 17                                                                        |                |
| Hawangen               | Hawangen                    |                                  | Feuchtlebensraum Schmittenbach                                | 3,15       | 19.06.1998, KABl 26/98 vom 25.06.1998, S. 210                                                      |                |
| Heimertingen           | Heimertingen                |                                  | Leinhang mit Pflanzenbestand                                  | 0,3        | 15.03.1961, KABl MM 1961 S. 14                                                                     |                |
| Kettershausen          | Mohrenhausen/Zaisertshofen  |                                  | Alte Günz                                                     | 19,4       | 07.02.2000, KABl 2000 S. 50                                                                        |                |
| Kirchheim in Schwaben  | Kirchheim                   |                                  | Lindenallee am Tobelweg                                       |            | 07.09.1988, KABl 1988 S. 462                                                                       |                |
| Kirchheim in Schwaben  | Kirchheim                   | 48° 10′ 41,9″ N, 10° 28′ 30,4″ O | Katzenweiher mit Umgebung                                     | 1,0        | 08.11.1989, KABl 1989 S. 534                                                                       |                |
| Lachen bei Memmingen   | Lachen                      |                                  | Lehmgrube bei Goßmannshofen                                   | 4,7        | 17.07.1995, KABl 1995 S. 290                                                                       |                |
| Lauben bei Memmingen   | Lauben                      |                                  | Blutbuche im Pfarrgarten                                      |            | 02.08.1990, KABl 1990 S. 393. – Aufgehoben mit Verordnung vom 22.12.2015, KABl. Nr. 48/2015 S. 399 |                |
| Legau                  | Legau                       |                                  | Amphibienbiotop bei Moos                                      | 0,85       | 27.05.1994, KABl 1994 S. 258                                                                       |                |
| Legau                  | Legau                       |                                  | Kiesgrube am unteren Buchholz                                 | 2,7        | 02.08.1990, KABl 1990 S. 375                                                                       |                |
| Legau                  | Legau                       |                                  | Gehölzgruppe Greiters                                         | 0,042      | 11.10.1988, KABl 1988 S. 530                                                                       |                |
| Markt Rettenbach       | Engetried                   |                                  | Aurikelschlucht                                               | 1,2        | 03.11.1980, KABl 1980 S. 527                                                                       |                |
| Ottobeuren             | Guggenberg                  |                                  | Feuchtbiotop mit Erlenwald im Günzwinkel bei Kloster Wald     | 0,46       | 15.02.1995, KABl 1995 S. 91                                                                        |                |
| Ottobeuren             | Ottobeuren                  |                                  | Allee zum Konohof                                             |            | 02.08.1990, KABl 1990 S. 371                                                                       |                |
| Rammingen              | Oberrammingen               |                                  | Alte Kiesgrube an der B 18                                    | 0,45       | 24.02.1987, KABl 1987 S. 208, geändert durch Verordnung vom 15.01.1988, KABl 1988 S. 14            |                |
| Rammingen              | Unterrammingen              |                                  | Kiesweiher an der Schutte                                     | 1,15       | 20.12.1990, KABl 1990 S. 630                                                                       |                |
| Rammingen              | Unterrammingen              |                                  | Altwasserrelikt der Floßach                                   | 1,97       | 21.11.1996, KABl 1996 S. 604                                                                       |                |
| Salgen                 | Bronnen                     |                                  | Feldgehölz mit Eichen                                         | 0,045      | 13.09.1988, KABl 1988 S. 484                                                                       |                |
| Stetten                | Stetten                     |                                  | Quellsumpf an der Tauben-Lohe                                 | 0,3        | 13.09.1988, KABl 1988 S. 488                                                                       |                |
| Türkheim und Rammingen | Türkheim und Unterrammingen |                                  | Hochstaudenfluren am Floßachgraben                            | 1,376      | 20.12.1990, KABl 1990 S. 625                                                                       |                |
| Tussenhausen           | Zaisertshofen               |                                  | Flachmoor an der Staatsstraße 2025 nördlich von Zaisertshofen | 2,5        | 07.02.1991, KABl 1991 S. 50                                                                        |                |
| Westerheim             | Günz an der Günz            |                                  | Hangwald mit vier Eichen                                      | 0,28       | 19.09.1992, KABl 1993 S. 369                                                                       |                |
| Wolfertschwenden       | Dietratried                 | 47° 54′ 53,3″ N, 10° 15′ 35,9″ O | Geologische Orgeln                                            | 1,0        | 20.11.1981, KABl 1981 S. 466                                                                       | Weitere Bilder |
| Woringen               | Woringen                    |                                  | Bahngrube beim Übergang Klotz                                 | 0,37       | 16.09.1992, KABl 1992 S. 934                                                                       |                |

### Naturdenkmäler
In der Naturdenkmalliste sind Naturdenkmäler festgehalten, die nicht verändert werden dürfen. In den zehn Jahren von 2011 bis 2020 wurde der Schutz für neun Naturdenkmäler aufgehoben; drei Naturdenkmäler wurden neu ausgewiesen: Linde an der ehemaligen Römerstraße (2013), Eiche auf dem Gänsberg (2015), Lindengruppe auf dem Käppeleberg (2017).
| Gemeinde              | Gemarkung       | Koord.                           | Bezeichnung                                                   | Verordnung vom, veröffentlicht      | ID       | Bild |
| --------------------- | --------------- | -------------------------------- | ------------------------------------------------------------- | ----------------------------------- | -------- | --- |
| Babenhausen           | Babenhausen     | 48° 8′ 38,2″ N, 10° 15′ 30″ O    | Linden am Espachplatz                                         | 17.06.1949, KABl Ill. Nr. 24/1949   | ND-06197 | |
| Babenhausen           | Klosterbeuren   | 48° 7′ 4,8″ N, 10° 15′ 12,3″ O   | Dorflinde                                                     | 17.6.1949, KABl Ill. Nr. 24/1949    | ND-06199 | |
| Babenhausen           | Klosterbeuren   | 48° 7′ 5,7″ N, 10° 15′ 9,8″ O    | Zwei Linden am Pfarrhaus                                      | 17.06.1949, KABl Ill. Nr. 24/1949   | ND-06198 | |
| Bad Grönenbach        | Bad Grönenbach  | 47° 52′ 39,4″ N, 10° 12′ 59,9″ O | Baumgruppe, vorwiegend Eschen, am Schlossberg                 | 10.05.1958, KABl MM 1980, S. 469    | ND-06206 | |
| Bad Grönenbach        | Zell            | 47° 53′ 35,3″ N, 10° 12′ 15,5″ O | Weihbrunner Quelle                                            | 7.11.1980, KABl MM 1980, S. 469     | ND-06239 | |
| Bad Wörishofen        | Kirchdorf       | 48° 2′ 26,5″ N, 10° 34′ 51,2″ O  | Linden an der Leonhardskapelle                                | 18.7.1988, KABl 1988 S. 325         | ND-06210 | Naturdenkmal Linde bei der Leonhardskapelle                                                                        |
| Bad Wörishofen        | Kirchdorf       | 48° 2′ 20,7″ N, 10° 34′ 43,2″ O  | Linde an der Dorfkirche                                       | 02.08.1990, KABl 1990, S. 426       | ND-06209 | |
| Buxheim bei Memmingen | Buxheim         | 47° 59′ 57,5″ N, 10° 8′ 6″ O     | Blutbuche                                                     | 10.05.1958, KABl MM 1958 S. 19      | ND-06201 | |
| Erkheim               | Erkheim         | 48° 2′ 57,5″ N, 10° 21′ 9,8″ O   | Heilquelle Dankelsried                                        | 10.05.1958, KABl MM 1958 S. 19      | ND-06240 | Die Badeeinrichtungen von Dankelsried (Kupferstich, 1739): Nr. 5 bezeichnet die Mineralquelle (am linken Bildrand) |
| Ettringen             | Ettringen       | 48° 6′ 15,9″ N, 10° 39′ 11,5″ O  | (Rot)buche (an der Kirche)                                    | 09.07.1938, BezABl MN 1938 S. 199   | ND-06203 | |
| Ettringen             | Traunried       | 48° 9′ 25,7″ N, 10° 40′ 0″ O     | Lindengruppe auf dem Käppeleberg („ca. 120-jährige Linden“)   | 31.07.2017, KABl Nr. 32/2017 S. 175 | ND-07115 | |
| Heimertingen          | Heimertingen    | 48° 3′ 18,5″ N, 10° 9′ 0,1″ O    | Leinhang mit Pflanzenbestand                                  | 15.03.1961, KABl MM 1961, S. 14     | ND-06208 | |
| Kammlach              | Oberkammlach    | 48° 2′ 30,6″ N, 10° 25′ 7,1″ O   | Pestlinde auf dem Höllberg                                    | 03.08.2010, KABl 2010, Nr. 32       | ND-06975 | |
| Kettershausen         | Bebenhausen     | 48° 10′ 31,1″ N, 10° 15′ 26,9″ O | Eiche auf dem Gänsberg („ca. 130-jährige Eiche“)              | 13.07.2015, KABl Nr. 30/2015 S. 201 | ND-07066 | |
| Kettershausen         | Kettershausen   | 48° 11′ 3,3″ N, 10° 16′ 22,9″ O  | Linde an der B 300                                            | 22.01.2010, KABl 2010, Nr. 04       | ND-06976 | |
| Kirchhaslach          | Kirchhaslach    | 48° 9′ 22,6″ N, 10° 18′ 5″ O     | Eiche mit Unterbewuchs                                        | 15.02.1952, KABl Ill. 1925, S. 17   | ND-06227 | |
| Kirchheim in Schwaben | Kirchheim       | 48° 10′ 38,2″ N, 10° 29′ 1,2″ O  | Linde beim Ziegellachen-Kreuz                                 | 15.05.1986, KABl 1986, S. 274       | ND-06212 | |
| Kronburg              | Kronburg        | 47° 54′ 6,5″ N, 10° 7′ 33,3″ O   | Baumreihe aus sechs Kastanien bei der Kirche                  |                                     | ND-06216 | |
| Kronburg              | Kronburg        | 47° 54′ 16,1″ N, 10° 9′ 15,8″ O  | (Bildstöckl-)Linde                                            | 15.03.1961, KABl MM 1961, S. 14     | ND-06214 | |
| Lauben bei Memmingen  | Lauben          | 48° 3′ 38″ N, 10° 17′ 34,5″ O    | Alte Eiche am Burgstall                                       | 02.08.1988, KABl 1988, S. 418       | ND-06217 | |
| Legau                 | Legau           | 47° 51′ 22,5″ N, 10° 7′ 48,6″ O  | Eine Linde (auf dem Marktplatz)                               | 20.01.1962, KABl MM 1962, S. 6      | ND-06222 | |
| Legau                 | Legau           | 47° 51′ 17,7″ N, 10° 7′ 47,9″ O  | Alte Dorflinde (am Zimmerplatz)                               | 20.01.1962, KABl MM 1962, S. 6      | ND-06219 | |
| Legau                 | Legau           | 47° 51′ 17,2″ N, 10° 7′ 50,4″ O  | Linde am Zimmerplatz                                          |                                     | ND-06977 | |
| Legau                 | Legau           | 47° 52′ 9,3″ N, 10° 7′ 48,1″ O   | Linde bei Hummels                                             | 28.04.1998, KABl 1998, S. 160       | ND-06812 | |
| Legau                 | Legau           | 47° 50′ 53,5″ N, 10° 8′ 46,5″ O  | Linde (an der Kapelle)                                        | 20.01.1962, KABl MM 1962, S. 6      | ND-06220 | |
| Legau                 | Legau           | 47° 50′ 31,4″ N, 10° 9′ 31,8″ O  | Vier Kastanien am Magnusdenkmal                               | 20.01.1962, KABl MM 1962, S. 6      | ND-06243 | |
| Legau                 | Legau           | 47° 50′ 54,5″ N, 10° 9′ 2,7″ O   | Linde bei Straß                                               |                                     |          | |
| Legau                 | Maria Steinbach | 47° 53′ 27,5″ N, 10° 8′ 4″ O     | Zwei Linden am Flurkreuz                                      | 15.03.1961, KABl MM 1961, S. 14     | ND-06221 | |
| Markt Rettenbach      | Mussenhausen    | 47° 59′ 27,6″ N, 10° 25′ 26,5″ O | Eiche                                                         | 18.02.1965, KABl MM 1965, S. 65     | ND-06229 | |
| Mindelheim            | Mindelheim      | 48° 3′ 27,1″ N, 10° 30′ 46,4″ O  | Linde bei den drei Torbögen                                   | 28.04.1998, KABl 1998, S. 156       | ND-06811 | |
| Mindelheim            | Mindelheim      | 48° 2′ 41,5″ N, 10° 28′ 45,6″ O  | Hermeles-Lindenallee                                          | 09.07.1938, Bez ABl MN 1938, S. 199 | ND-06223 | |
| Mindelheim            | Nassenbeuren    | 48° 4′ 45,5″ N, 10° 30′ 52,2″ O  | Lindenallee zur Kirche Maria Schnee                           | 21.08.1958, KABl 1958, S. 111       | ND-06242 | Naturdenkmal Lindenallee                                                                                           |
| Oberrieden            | Unterrieden     | 48° 6′ 55″ N, 10° 25′ 58,5″ O    | Eiche an der Kammel                                           | 16.09.1992, KABl 1992, S. 386       | ND-06235 | |
| Oberschönegg          | Dietershofen    | 48° 5′ 59,1″ N, 10° 19′ 38,6″ O  | [Ehemals] drei Linden (in Feldflur)                           | 17.06.1949                          | ND-06236 | |
| Oberschönegg          | Oberschönegg    | 48° 6′ 27,2″ N, 10° 17′ 46″ O    | Baumgruppe (am Römerturm)                                     | 17.06.1949                          | ND-06246 | |
| Ottobeuren            | Guggenberg      | 47° 58′ 21,2″ N, 10° 17′ 40,8″ O | Linde bei Klosterwald                                         | 13.09.1988, KABl 1988, S. 493       | ND-06207 | |
| Ottobeuren            | Ottobeuren      | 47° 56′ 30″ N, 10° 17′ 48,7″ O   | Kastanien-Allee an der Kirche                                 | 10.05.1958, KABl MM 1958, S. 19     | ND-06249 | |
| Ottobeuren            | Ottobeuren      | 47° 56′ 22,6″ N, 10° 17′ 38,4″ O | Linden und Baumgruppe am Ulrichsbrunnen                       | 10.05.1958, BezABl MM 1958, S. 19   | ND-06247 | Ulrichsbrünnele in Ottobeuren                                                                                      |
| Pfaffenhausen         | Egelhofen       | 48° 5′ 48,6″ N, 10° 27′ 31,8″ O  | Dorflinde                                                     | 09.07.1938, BezABl MN 1958, S. 199  | ND-06250 | |
| Pfaffenhausen         | Egelhofen       | 48° 5′ 54,8″ N, 10° 27′ 19,3″ O  | Eiche                                                         | 09.07.1938, BezABl MN 1958, S. 199  | ND-06204 | |
| Pfaffenhausen         | Pfaffenhausen   | 48° 7′ 15,8″ N, 10° 27′ 28″ O    | Linden (am Viehmarktplatz)                                    | 09.07.1938, BezABl MN 1958, S. 199  | ND-06230 | |
| Rammingen             | Oberrammingen   | 48° 3′ 32″ N, 10° 35′ 9,8″ O     | Linde (nördlich der Kapelle)                                  | 09.07.1938, BezABl MN 1958, S. 199  | ND-06226 | |
| Salgen                | Bronnen         | 48° 9′ 13,9″ N, 10° 27′ 22,7″ O  | Sechs [ehemals sieben] Eichen                                 | 30.09.1988, KABl 1988, S. 512       | ND-06251 | |
| Salgen                | Salgen          | 48° 7′ 48,7″ N, 10° 28′ 39,8″ O  | Alte Linden im Ortsbereich                                    | 02.08.1990, KABl 1990, S. 389       | ND-06231 | |
| Sontheim              | Attenhausen     | 47° 59′ 38″ N, 10° 19′ 27,2″ O   | Kandelaberbirke bei den Einöden                               | 10.09.1996, KABl 1996, S. 486       | ND-06799 | |
| Stetten               | Erisried        | 48° 0′ 29,1″ N, 10° 25′ 56″ O    | Hainbuche in Feldflur                                         |                                     |          | Naturdenkmal Hainbuche                                                                                             |
| Stetten               | Erisried        | 48° 0′ 7,3″ N, 10° 27′ 0″ O      | Eiche in Feldflur bei Gronau                                  | 30.09.1988, KABl 1988, S. 507       | ND-06252 | |
| Stetten               | Stetten         | 48° 1′ 16″ N, 10° 26′ 14″ O      | Baumgruppe an Kapelle                                         | 09.07.1938, BezABl MN 1938, S. 199  | ND-06241 | |
| Türkheim              | Türkheim        | 48° 4′ 7,8″ N, 10° 38′ 38,7″ O   | Zwei Eichen                                                   | 27.06.1972, KABl 1972, S. 257       | ND-06234 | |
| Türkheim              | Irsingen        | 48° 2′ 35″ N, 10° 38′ 13,2″ O    | Linde an der ehemaligen Römerstraße („ca. 200-jährige Linde“) | 17.10.2013, KABl Nr. 41/2013 S. 284 | ND-06974 | |
| Woringen              | Woringen        | 47° 55′ 26,2″ N, 10° 12′ 3,6″ O  | Kastanie an der Hauptstraße                                   | 22.12.1995, KABl 1995, S. 5         | ND-06254 | |

### Ehemalige Naturdenkmäler
| Gemeinde              | Gemarkung      | Koord. | Bezeichnung                                                             | Verordnung vom, veröffentlicht                         | Aufgehoben | Bild |
| --------------------- | -------------- | ------ | ----------------------------------------------------------------------- | ------------------------------------------------------ | --- | ---- |
| Bad Grönenbach        | Bad Grönenbach |        | Kastanien-Allee zum Schloss                                             | 10.05.1958, KABl MM 1958, S. 19                        | Aufgehoben mit Verordnung vom 16.10.2007                                                                                       |      |
| Bad Wörishofen        | Bad Wörishofen |        | Kastanie bei der St.-Rasso-Kapelle                                      | 08.05.1995, KABl 1995, S. 180                          | Aufgehoben mit Verordnung vom 12.09.2000, KABl 2000 S. 281                                                                     |      |
| Bad Wörishofen        | Kirchdorf      |        | Baumgruppe am Theresienberg                                             | 28.04.1998, KABl 1998, S. 152                          | Aufgehoben mit Verordnung vom 16.10.2007                                                                                       |      |
| Bad Wörishofen        | Schlingen      |        | Linde bei der Ortswaage                                                 | 15.05.1986, KABl 1986 S. 266                           | ? |      |
| Buxheim bei Memmingen | Buxheim        |        | Alte Fichte                                                             | 15.03.1961, KABl MM 1961 S. 14                         | ? – In der Verordnung vom 19.09.2016, KABl Nr. 48/2016 S. 286, sind die zwei aufgehobenen Objekte nicht namentlich bezeichnet. |      |
| Buxheim bei Memmingen | Buxheim        |        | Freistehende Fichte (am Buxachlauf)                                     | 15.03.1961, KABl MM 1961 S. 14                         | ? – In der Verordnung vom 19.09.2016, KABl Nr. 48/2016 S. 286, sind die zwei aufgehobenen Objekte nicht namentlich bezeichnet. |      |
| Dirlewang             | Helchenried    |        | Linde auf dem Immenberg                                                 | 18.08.2009, KABl Nr. 35/2009                           | Aufgehoben mit Verordnung vom 16.11.2017, KABl Nr. 49/2017 S. 277                                                              |      |
| Egg an der Günz       | Engishausen    |        | Dorflinde                                                               | 17.6.1949, KABl Ill. Nr. 24/1949                       | Aufgehoben durch Verordnung vom 19.02.2001, KABl Nr. 10                                                                        |      |
| Ettringen             | Ettringen      |        | Linde im Fabrikhof (bei Firma Lang)                                     | 09.07.1938, BezABl MN 1938, S. 199                     | Aufgehoben mit Verordnung vom 17.10.2013, KABl Nr. 41/2013 S. 282                                                              |      |
| Kettershausen         | Kettershausen  |        | Linde beim Feldkreuz                                                    | 19.03.1996, KABl Nr. 13/1996                           | Aufgehoben mit Verordnung vom 13.08.2015, KABl Nr. 30/2015 S. 204                                                              |      |
| Kettershausen         | Kettershausen  |        | Linde am Kindergarten                                                   | 19.03.1996, KABl 1996, S. 132                          | Aufgehoben mit Verordnung vom 21.07.2006, KABl 30/2006                                                                         |      |
| Kettershausen         | Kettershausen  |        | Linde am Feldkreuz                                                      | 19.03.1996, KABl 1996, S. 136                          | ? |      |
| Kirchheim in Schwaben | Kirchheim      |        | Linde beim Johannes-Denkmal                                             | 08.07.1988, KABl 1988, S. 302                          | ? |      |
| Kronburg              | Kronburg       |        | Friedenslinde                                                           | 15.03.1961, KABl MM 1961, S. 14                        | Aufgehoben mit Verordnung vom 03.08.2010 KABl Nr. 32/2010 S. 261                                                               |      |
| Kronburg              | Illerbeuren    |        | Linde beim Pfarrhaus                                                    | 15.03.1961, KABl MM 1961, S. 14                        | |      |
| Legau                 | Legau          |        | Linde am Gasthof Kreuz                                                  | 11.09.1996, KABl 1996, S. 489                          | |      |
| Legau                 | Legau          |        | Linde an der Straßenkreuzung Legau-Engelharz-Hummels                    | 20.01.1962, KABl MM 1962, S. 6                         | Aufgehoben mit Verordnung vom 07.02.2013, KABl Nr. 41/2013 S. 34                                                               |      |
| Legau                 | Legau          |        | Eine Linde (mit Flurkreuz)                                              | 20.01.1962, KABl MM 1962, S. 6                         | |      |
| Legau                 | Legau          |        | (Dorf)Linde (an der Isnyer Straße)                                      | 20.01.1962, KABl MM 1962, S. 6                         | |      |
| Markt Rettenbach      | Mussenhausen   |        | Pestfriedhof                                                            | 18.02.1965, KABl MM 1965, S. 65                        | |      |
| Mindelheim            | Mindelheim     |        | Friedenslinde an der Gabelung Krumbacher Straße und Nassenbeurer Straße | 09.07.1938, BezABl MN 1938, S. 199                     | Aufgehoben mit Verordnung vom 17.10.2013, KABl Nr. 41/2013 S. 282                                                              |      |
| Oberrieden            | Unterrieden    |        | Eiche am Raiffeisenstadel                                               | 26.09.1995, KABl 1995, S. 368                          | ? |      |
| Ottobeuren            | Ottobeuren     |        | Lindenallee / Staatsstraße 2011                                         | 10.05.1958, BezABl MM 1958, S. 19                      | |      |
| Türkheim              | Türkheim       |        | Eiche neben dem Bahngleis                                               | 03.03.1994, KABl 1994, S. 95                           | Aufgehoben mit Verordnung vom 16.06.2020, KABl Nr. 26/2020 S. 184                                                              |      |
| Tussenhausen          | Mattsies       |        | Kirchenlinde                                                            | 27.01.1992, KABl 1992, S. 54                           | Aufgehoben durch Verordnung vom 30.10.2002, KABl 45/2002                                                                       |      |
| Unteregg              | Oberegg        |        | Rotbuche                                                                | 13.10.1966, KABl 1966, S. 264                          | Aufgehoben durch Verordnung vom 27.12.2001                                                                                     |      |
| Winterrieden          | Winterrieden   |        | Dorflinde                                                               | 17.06.1949, KABl Ill. Nr. 24/1949                      | Aufgehoben durch Verordnung vom 30.06.2000, KABl 2000 S. 233                                                                   |      |
| Winterrieden          | Winterrieden   |        | Alte Weißbuchenhecke                                                    | Verordnung des Landratsamts Illertissen vom 15.02.1952 | Aufgehoben mit Verordnung vom 28.05.2019, KABl Nr. 21/2019 S. 148                                                              |      |